# Guds väg i dunkel ofta går
Guds väg i dunkel ofta går är en engelsk psalmtext diktad av William Cowper, Light Shining out of Darkness (1773) med inledningsorden "God Moves in a Mysterious Way", som översattes till svenska av Johan Alfred Eklund år 1934 och bearbetad ytterligare 1936.
Melodin en tonsättning av William Croft år 1708.

## Publicerad som
- Nr 366 i 1937 års psalmbok under rubriken "Trons prövning under frestelser och lidanden".
- Nr 353 i Sånger och psalmer 1951 under rubriken "Troslivet. Trygghet och förtröstan".
- Nr 379 i Frälsningsarméns sångbok 1968 under rubriken "Erfarenhet och vittnesbörd".
- Nr 340 i Den svenska psalmboken 1986 under rubriken "Gud, vår Skapare och Fader".